# Utrecht Dominators 2021
Questa voce raccoglie le informazioni riguardanti gli Utrecht Dominators nelle competizioni ufficiali della stagione 2021.

## Queen's Football League 2021

### Stagione regolare
| Utrecht 12 settembre 2021, ore 14:00 1ª giornata | 0'30 Wolverines | 12 – 6 | Zwolle Blue Jays | Sportpark Vechtzoom |

| Utrecht 26 settembre 2021, ore 14:00 3ª giornata | 0'30 Wolverines | - – - (annullata) | The Hague Black Scorpions | Sportpark Vechtzoom |

| Eindhoven 17 ottobre 2021, ore 14:00 6ª giornata | Eindhoven Valkyries | 37 – 0 | 0'30 Wolverines | Sportpark de Hondsheuvels |

| Rotterdam 24 ottobre 2021, ore 16:00 7ª giornata | Rotterdam Ravens | 59 – 0 | 0'30 Wolverines | Sportcomplex DRL |

| Amsterdam 7 novembre 2021, ore 14:00 9ª giornata | Amsterdam Cats | 43 – 19 | 0'30 Wolverines | Sportpark Sloten |

### Statistiche di squadra
| Competizione | %Vittorie | In casa | In casa | In casa | In casa | In casa | In casa | In trasferta | In trasferta | In trasferta | In trasferta | In trasferta | In trasferta | Totale | Totale | Totale | Totale | Totale | Totale |
| Competizione | %Vittorie | G       | V       | N       | P       | Pf      | Ps      | G            | V            | N            | P            | Pf           | Ps           | G      | V      | N      | P      | Pf     | Ps     |
| ------------ | --------- | ------- | ------- | ------- | ------- | ------- | ------- | ------------ | ------------ | ------------ | ------------ | ------------ | ------------ | ------ | ------ | ------ | ------ | ------ | ------ |
| QFL          | .250      | 1       | 1       | 0       | 0       | 12      | 6       | 3            | 0            | 0            | 3            | 19           | 139          | 4      | 1      | 0      | 3      | 31     | 145    |
| Totale       | .250      | 1       | 1       | 0       | 0       | 12      | 6       | 3            | 0            | 0            | 3            | 19           | 139          | 4      | 1      | 0      | 3      | 31     | 145    |